# На всякого мудреца довольно простоты (спектакль, 1968)
«На всякого мудреца довольно простоты» — спектакль Театра им. Вахтангова по одноимённой комедии А. Н. Островского, поставленный Александрой Ремизовой в 1968 году. В 1971 году спектакль был записан для телевидения.

## Сюжет
Действие происходит в Москве, в 1868 году. Егор Дмитрич Глумов, молодой человек из небогатой семьи, склонный писать эпиграммы и высмеивать глупость власть имущих, пытается сделать карьеру. Умело пользуясь слабостями сильных мира сего, он льстит и угодничает, когда надо, прикидывается глупцом, оказывает потенциальным покровителям ценные услуги и постепенно втирается в доверие к своему богатому родственнику Нилу Мамаеву и его жене Клеопатре, которые, в свою очередь, сводят его с влиятельными людьми — Крутицким и Городулиным. При этом Глумов отводит душу в своём дневнике, нелицеприятно высказываясь о тех, перед кем вынужден заискивать.
В поисках богатой невесты Глумов попадает в дом московской барыни Турусиной и легко покоряет сердце её племянницы. Ревнивая Клеопатра выкрадывает его дневник, — Глумова разоблачают, однако он сам убеждён в скором прощении: ведь без таких, как он, это общество существовать не может.

## Комментарий
В спектакле, также как и в самой пьесе, показана обстановка, сложившаяся в России в конце 1860-х годов, после отмены крепостного права и начала реформ Александра II. Крутицкий и Мамаев не сомневаются в провале реформ. Весь либерализм Городулина сводится к пространным речам с призывами «увеличивать количество добра». «Ты ищи прочного места; а эти все городулинские-то места скоро опять закроются, вот увидишь», советует Глумову Крутицкий.

## Действующие лица и исполнители
- Глумов — Юрий Яковлев
- Мамаева — Людмила Максакова
- Мамаев — Николай Гриценко
- Турусина — Алла Казанская
- Городулин — Юрий Волынцев
- Крутицкий — Николай Плотников
- Глумова — Дина Андреева
- Манефа — Нина Русинова
- Машенька — Валентина Малявина
- Курчаев — Виктор Зозулин
- Голутвин — Владимир Осенев

## Создатели спектакля
- Постановка А. Ремизовой
- Художник-постановщик — Николай Акимов
- Композитор — Анатолий Быканов

## Создатели телеверсии
- Режиссёр — Борис Ниренбург
- Операторы — Игорь Рогачевский, Юрий Схиртладзе
- Художник — Иван Тартынский